# 敘普河
敘普河（法語：Suippe，法語發音：[sɥip]）是法國的河流，位於該國東北部，屬於埃纳河的左支流，河道全長82公里，流域面積802平方公里，發源自索姆叙普，河口處在叙普河畔孔代，平均流量每秒4.34立方米。

## 外部連結
- http://www.geoportail.fr （页面存档备份，存于）
- The Suippe at the Sandre database